# Sigurd Kåpa

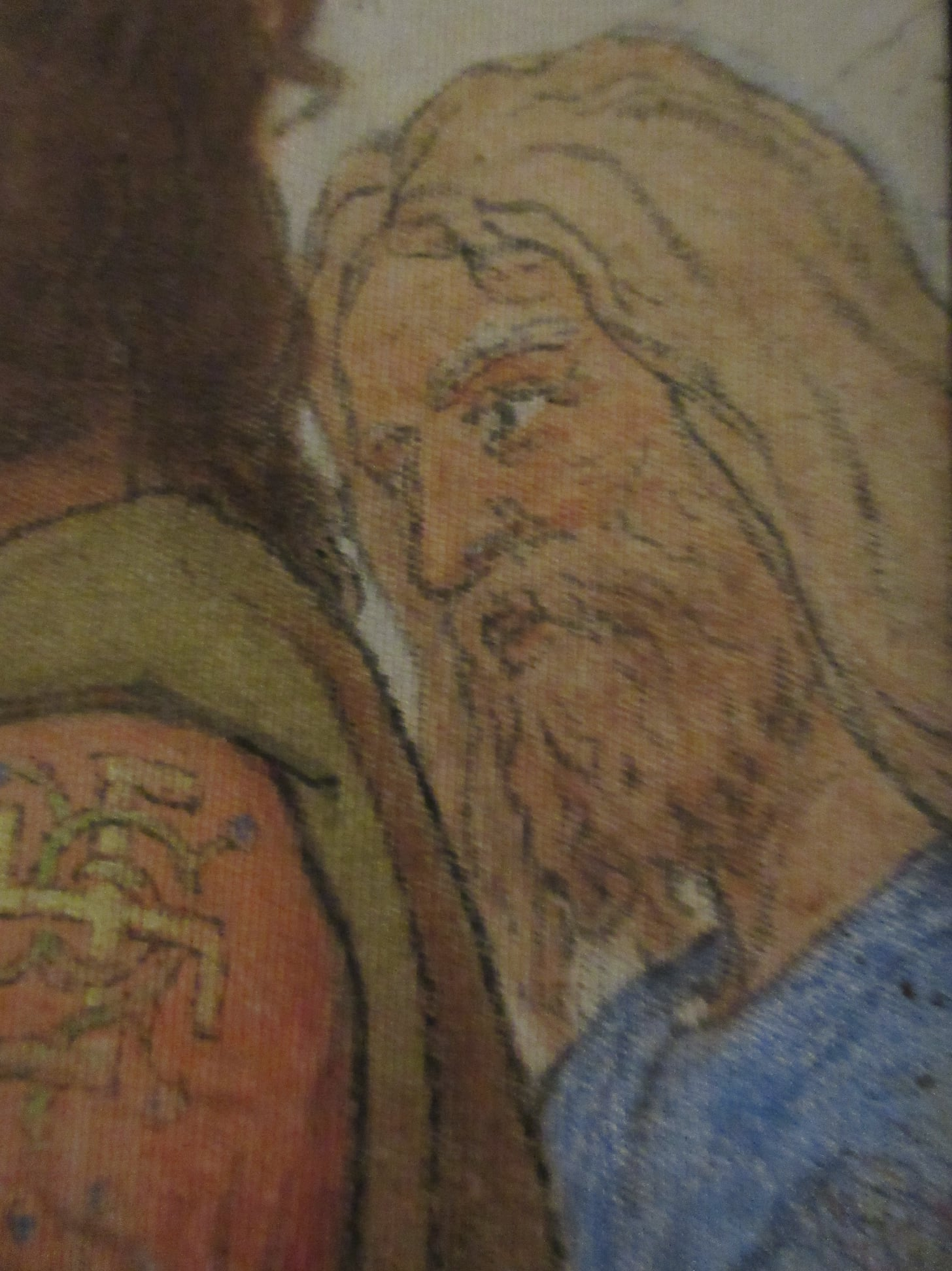
Sigurd Kåpa från målning av Lorenz Frølich cirka 1885.

Sigurd Kåpa (fornsvenska: Kappe) är en halvt mytisk son till jarl Vesete på Bornholm, vilken förekommer i fornnordiska sagor. Han skall ha levt i slutet av 900-talet.
Sigurd ska ha blivit upptagen bland jomsvikingarna tillsammans med sin bror Bue digre. Han ska ha deltagit i slaget vid Hjörungavåg år 986. Efter detta slag ska han sedan ha levt på Bornholm med sin hustru Tove, en dotter till den skånske jarlen Strutharald.